# Гоноринхові
Гоноринхові (Gonorynchidae) — родина променеперих риб ряду гоноринхоподібних (Gonorynchiformes). Включає один сучасний рід з п'ятьма видами та низку викопних форм, що трапляються починаючи з ранньої крейди.

## Опис
Морські риби. Поширені в Індо-Тихоокеанському регіоні. Тіло витягнуте і може виростати до 60 см завдовжки. Луска злегка зубчаста. Гоноринхові не мають сечового міхура.

## Роди
- †Anormurus Blainville, 1818
- †Chanopsis Casier 1961
- †Charitopsis Gayet 1993
- †Charitosomus Hosius & Von Der Marck 1885
- Gonorynchus Gronow 1763
- †Gonorynchidarum Rana, 1988
- †Hakeliosomus Gayet 1993
- †Judeichthys Gayet 1985
- †Notogoneus Cope 1885
- †Protocatostomus Whitfield 1891
- †Ramallichthys Gayet 1982